# Лісанне де Рувер
Лісанне де Рувер (нід. Lisanne de Roever, 6 червня 1979) — нідерландська хокеїстка на траві.
Олімпійська чемпіонка 2008 року, срібна призерка 2004 року.
Чемпіонка Європи 2005 року, срібна призерка 2007 року.
Переможниця Трофею чемпіонів 2004, 2005, 2007 років, срібна призерка 2001 року, бронзова призерка 2003, 2006, 2008 років.
Чемпіонка світу 2006 року, срібна призерка 2002 року.